# علامة الهلال الهوائي
في علم الأشعة، علامة الهلال الهوائي هي نتيجة تظهر في التصوير الشعاعي للصدر والتصوير المقطعي المحوسب وهي هلالية وشفافة للأشعة،بسبب تجويف الرئة المملوء بالهواء وله كتلة مستديرة ظليلة للأشعة. كلاسيكيًا، يرجع ذلك إلى ورم الرشاشيات، وهو شكل من أشكال داء الرشاشيات، الذي يحدث عندما ينمو فطر الرشاشيات في تجويف الرئة.

## صور إضافية

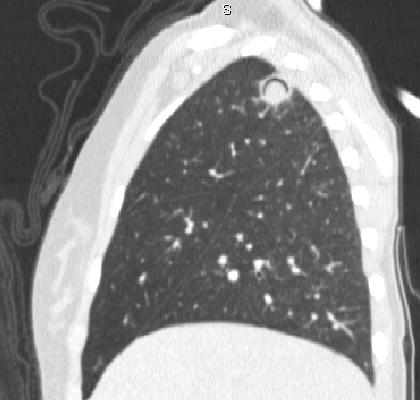